# Peter Oliver
Peter Oliver (1594-22 décembre 1647) est un miniaturiste anglais de l'époque baroque.

## Vie et œuvre
Né à Isleworth, dans le Middlesex, il est le fils aîné du peintre et miniaturiste Isaac Oliver, sans doute d'un premier lit; son père lui laissa ses carnets de dessins et ses esquisses dans l'espoir qu'il prendrait sa succession. Les plus jeunes fils du peintre étaient encore mineurs à la mort du père, et semblent donc être les demi-frères de Peter d'un second lit. Peter vécu à Isleworth et fut enterré au côté de son père à St Annes, dans le quartier de Blackfriars à Londres.
Il se distingua comme son père dans l'art de la miniature, et exécuta notamment une remarquable série de copies de tableaux de maîtres à l'aquarelle. Celles-ci furent peintes à la demande de Charles II d'Angleterre et sept d'entre elles se trouvent aujourd'hui au château de Windsor. Un grand nombre des œuvres d'Oliver furent rachetées à sa veuve, Anne, par le roi pour la somme de 300 livres; certains de ses dessins nous sont parvenus et une page de son carnet d'esquisses se trouve aujourd'hui dans la collection du comte de Derby. Son œuvre principale est un portrait de groupe représentant les trois petits-fils d'Antony Browne, 1er vicomte de Montague, avec leurs serviteurs, qui se trouve aujourd'hui en la possession du marquis d'Exeter; cinq miniatures sont conservées respectivement dans l'abbaye de Welbeck, à Montagu House, dans le château de Sherborne, le manoir de Minley, le château de Belvoir et dans la collection personnelle de la reine Wilhelmina.